# Philippe du Plaissis
Philippe du Plaissis (1165 - 1209, ook du Plessis, du Pleissiez, du Plaissiez) was de dertiende grootmeester van de Orde van de Tempeliers. Hij was een Franse ridder uit Anjou, geboren op het kasteel van Le Plessis-Macé. Philippe nam in 1189 deel aan de Derde Kruistocht en trad, eenmaal in het Heilige Land aangekomen, toe tot de Tempeliers.
Philippe was een van de ridders die verantwoordelijk waren voor het verdrag tussen Saladin en Richard Leeuwenhart. Hij volgde in maart 1201 Gilbert Erail op als grootmeester van de Tempeliers en versterkte de banden met de Duitse Orde en met Al-Malik al-Adil, iets wat zeer bekritiseerd werd door paus Innocentius III. Onder zijn leiding bereikte de macht van de Orde in Europa zijn hoogtepunt. Hij overleed in 1209 en werd opgevolgd door Willem van Chartres.